# 中冷器

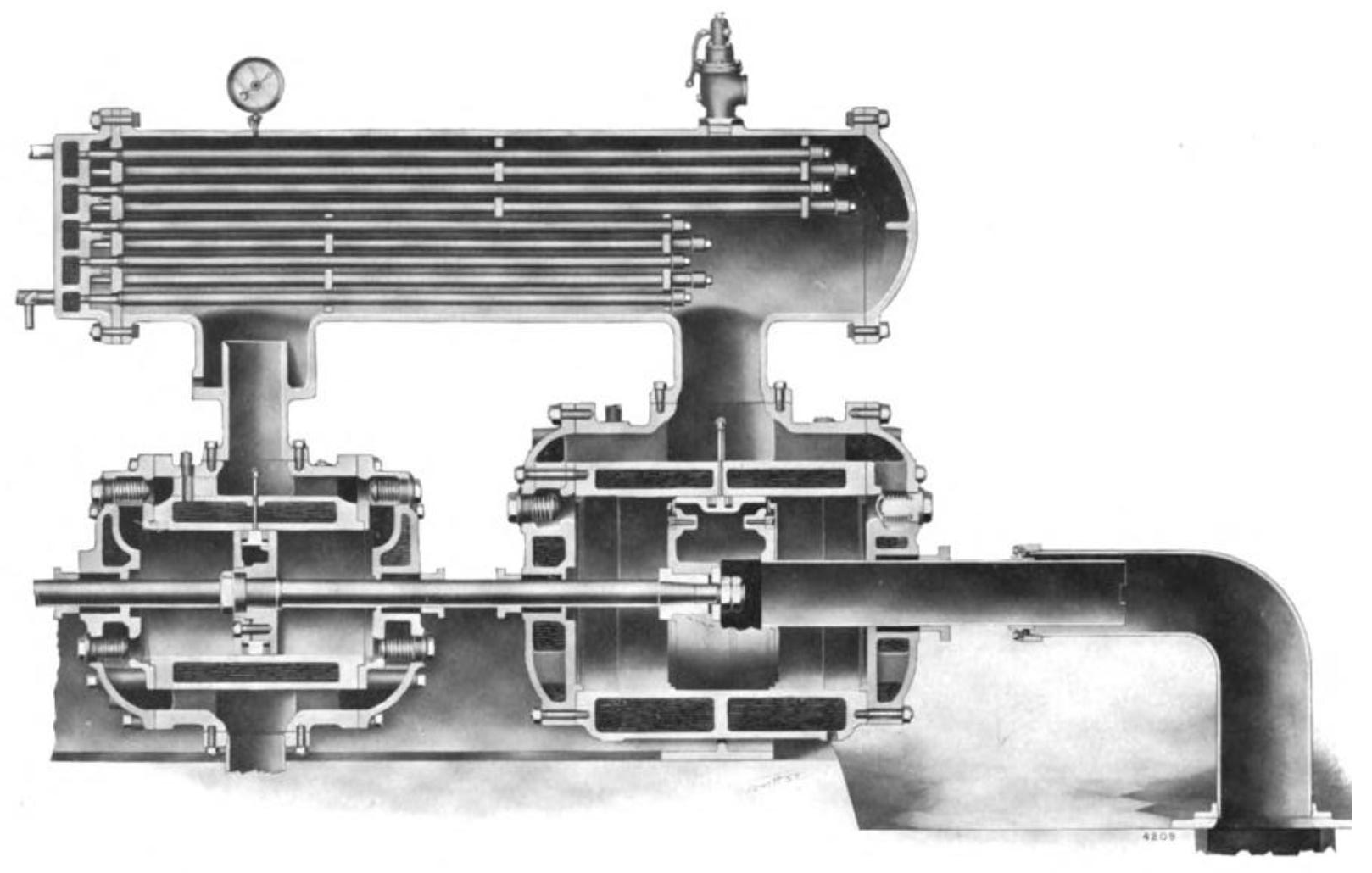
1910年Ingersoll Randair compressor在两个压缩机之间抽取废热的中冷器（位于上部）

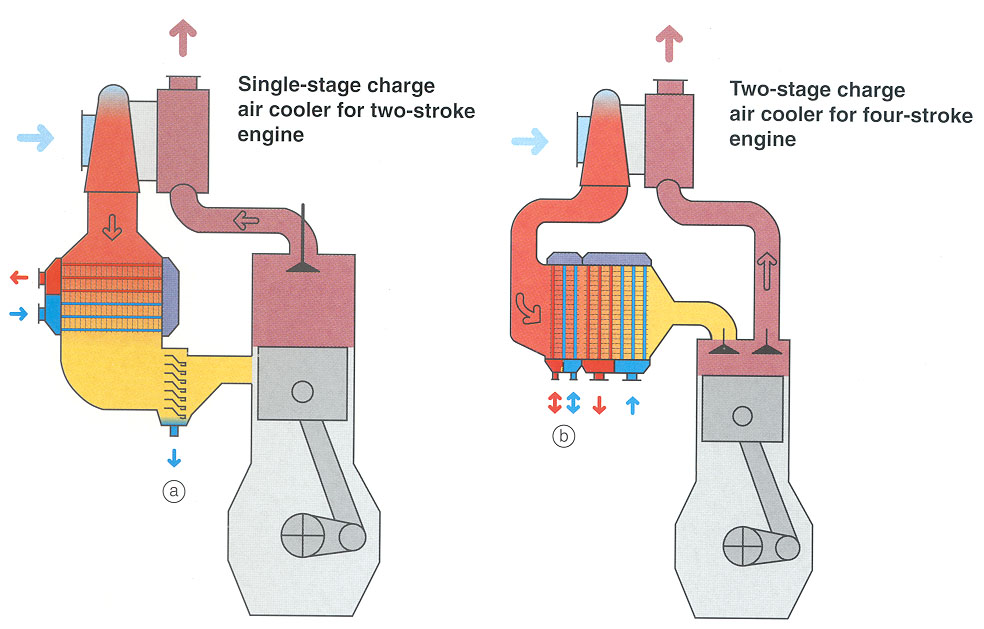
大型柴油机上中冷器的位置

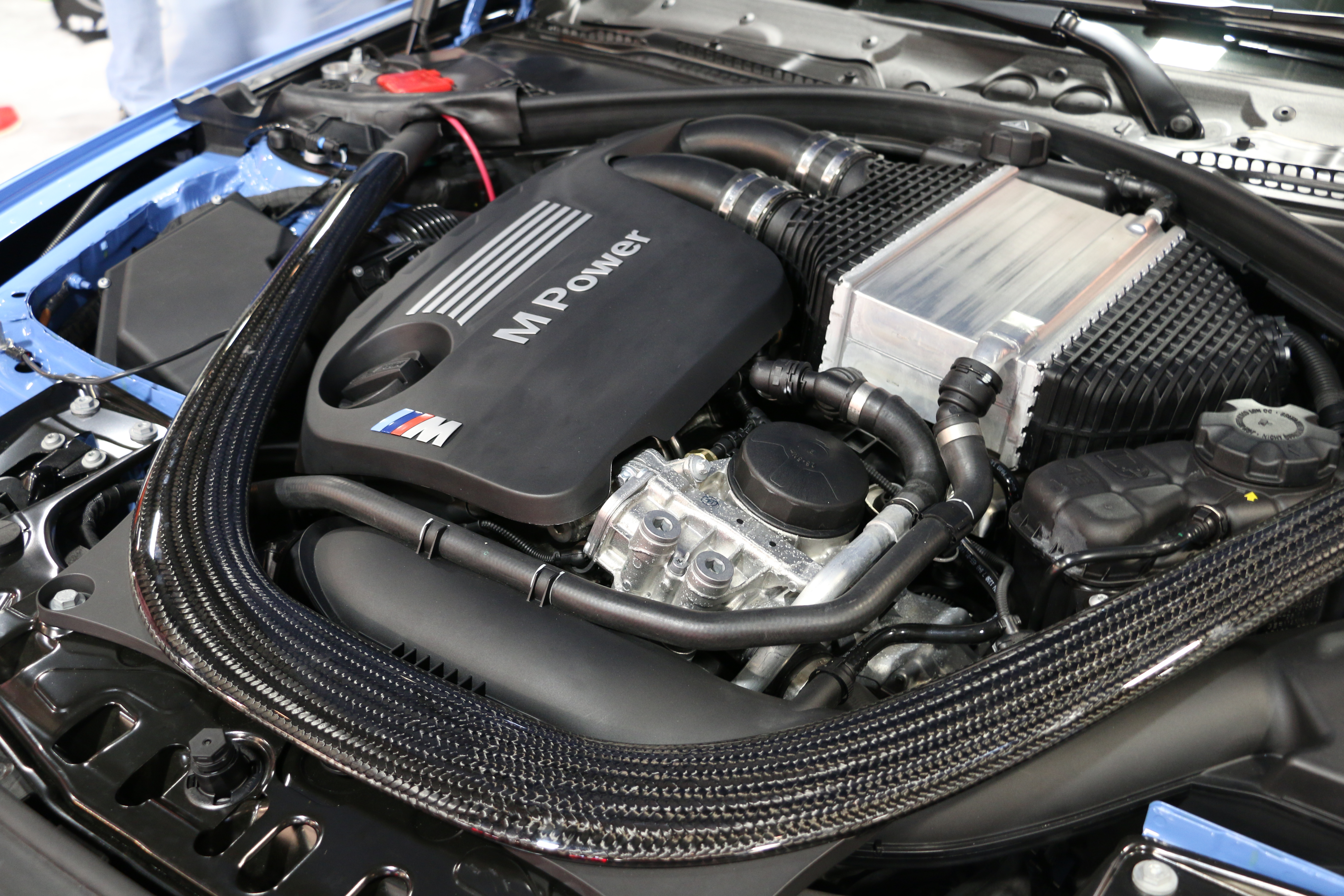
BMW S55的頂部安裝水冷式中冷器（銀色長方體形狀的部分）

中冷器（intercooler）是用于冷却压缩后气体的机械装置。多阶段压缩过程的中间某个阶段用于冷却流体的部件。气体被压缩时会增加气体的内能，从而升高气体的温度。气体压缩机用换热器排出废热。用途广泛，如空压机、空调机、制冷、燃氣渦輪發動機以及汽车用于内燃机的增压器（渦輪增壓器或机械增压器），通过接近等压过程的冷却来增加进气密度以改进容積效率。